# Challenger de Forli 2021
El torneo Internazionali di Tennis Città di Forlì 2021 fue un torneo profesional de tenis. Perteneció al ATP Challenger Series 2021. Se disputó en su 2.ª edición sobre superficie tierra batida, en Forli, Italia, entre el 14 y el 20 de junio de 2021.

## Jugadores participantes del cuadro de individuales
| Favorito | País                        | Jugador                 | Rank1 | Posición en el torneo |
| -------- | --------------------------- | ----------------------- | ----- | --------------------- |
| 1        | Bandera de los Países Bajos | Tallon Griekspoor       | 131   | Primera ronda         |
| 2        | Bandera de Italia           | Alessandro Giannessi    | 159   | Primera ronda         |
| 3        | Bandera de Italia           | Paolo Lorenzi           | 167   | Primera ronda         |
| 4        | Bandera de Canadá           | Steven Diez             | 190   | Cuartos de final      |
| 5        | Bandera de Turquía          | Cem İlkel               | 199   | Primera ronda         |
| 6        | Bandera de los Países Bajos | Robin Haase             | 205   | Primera ronda         |
| 7        | Bandera de Argentina        | Tomás Martín Etcheverry | 220   | Semifinales           |
| 8        | Bandera de Francia          | Quentin Halys           | 223   | FINAL                 |

- 1 Se ha tomado en cuenta el ranking del 31 de mayo de 2021.

### Otros participantes
Los siguientes jugadores recibieron una invitación (wild card), por lo tanto ingresan directamente al cuadro principal (WC):
- Jacopo Berrettini
- Flavio Cobolli
- Francesco Passaro

Los siguientes jugadores ingresan al cuadro principal tras disputar el cuadro clasificatorio (Q):
- Sebastian Fanselow
- Francesco Forti
- Lucas Gerch
- Thiago Agustín Tirante

## Campeones

### Individual Masculino
- Mats Moraing derrotó en la final a  Quentin Halys, 3–6, 6–1, 7–5

### Dobles Masculino
- Sergio Galdós /  Orlando Luz derrotaron en la final a  Pedro Cachín /  Camilo Ugo Carabelli, 7–5, 2–6, [10–8]